# ږ
ږ는 파슈토어에서 유성 권설 마찰음을 나타내는 글자이다.